# Beilschmiedia calcitranthera
Beilschmiedia calcitranthera är en lagerväxtart som beskrevs av Fouilloy. Beilschmiedia calcitranthera ingår i släktet Beilschmiedia och familjen lagerväxter. Inga underarter finns listade i Catalogue of Life.